# 広島県道196号安芸中野停車場線
広島県道196号安芸中野停車場線（ひろしまけんどう196ごう あきなかのていしゃじょうせん）は、広島県広島市安芸区を通る一般県道である。

## 概要
JR西日本山陽本線 安芸中野駅から広島県道274号瀬野船越線を結ぶ。

### 路線データ
- 起点：広島市安芸区中野2丁目（JR西日本山陽本線 安芸中野駅前）
- 終点：広島市安芸区中野2丁目（広島県道274号瀬野船越線交点）
- 総延長：19 m

## 地理

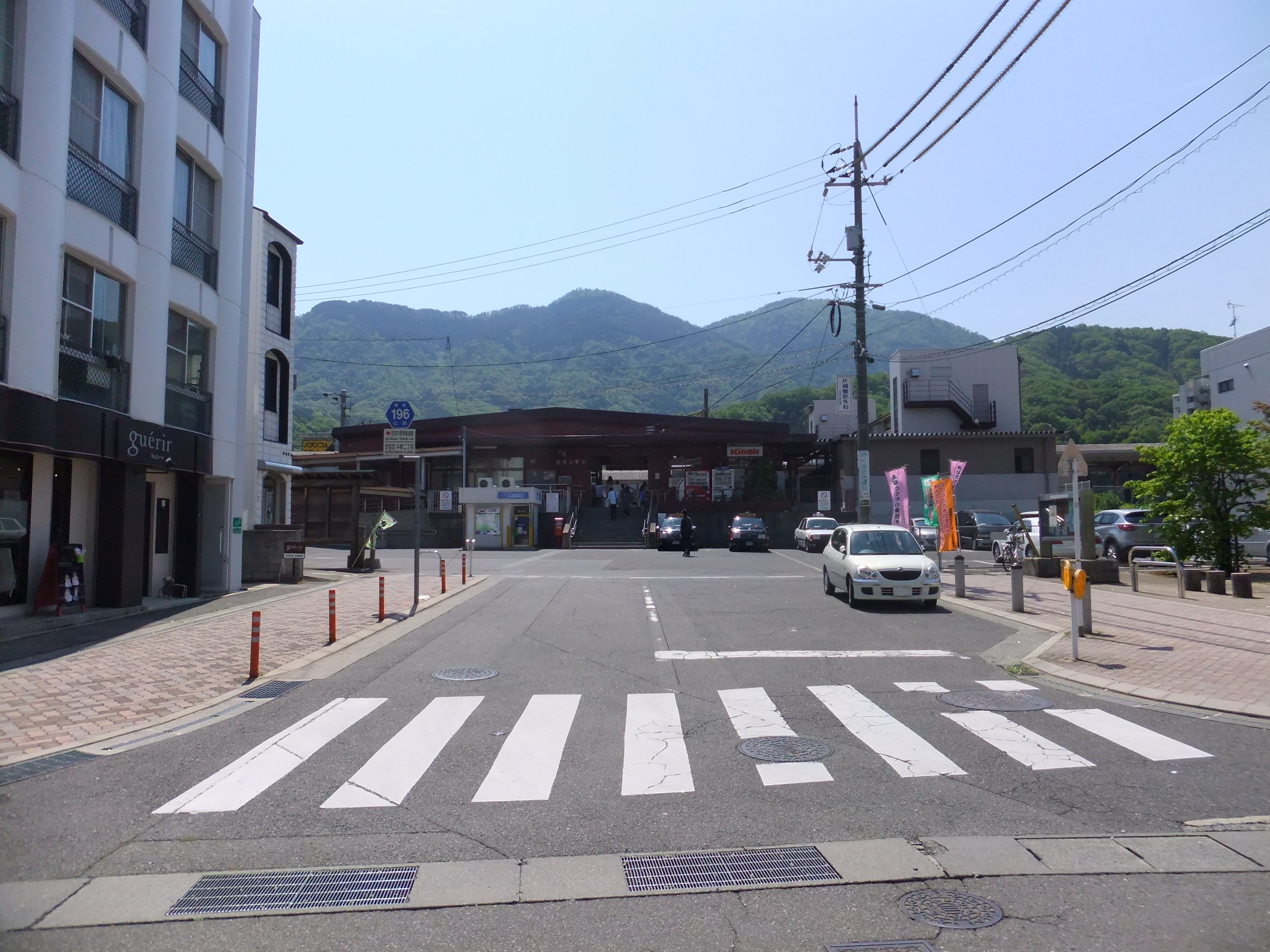
全景

### 通過する自治体
- 広島市（安芸区）

### 交差する道路
| 交差する道路            | 交差する場所 | 交差する場所 |
| ----------------------- | ------------ | ------------ |
| 広島県道274号瀬野船越線 | 中野2丁目    | 終点         |

### 沿線
- JR西日本山陽本線 安芸中野駅